# Gare de Saint-Julien (Côtes-d'Armor)
Pour les articles homonymes, voir Gare de Saint-Julien.
La gare de Saint-Julien (Côtes-d'Armor) est une gare ferroviaire française fermée de la ligne de Saint-Brieuc à Pontivy, située sur le territoire de la commune de Saint-Julien, dans le département des Côtes-d'Armor, en région Bretagne.

## Situation ferroviaire

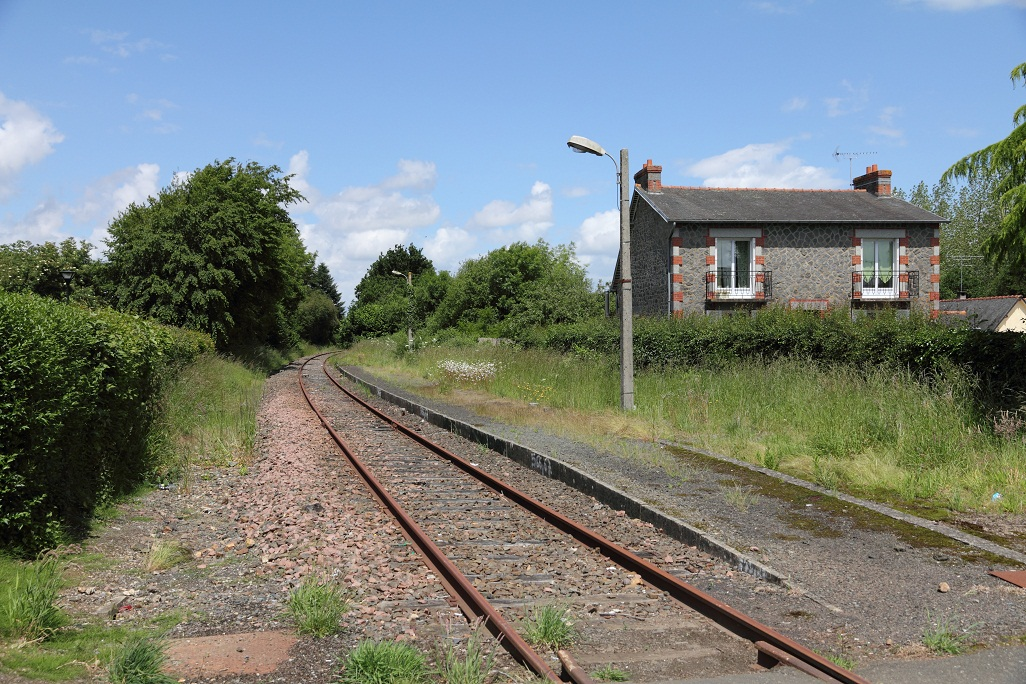
Vue de l'unique quai en direction de Saint-Brieuc.

Établie à 161 mètres d'altitude, la gare de Saint-Julien (Côtes-d'Armor) est située au point kilométrique (PK) 482,645 de la ligne de Saint-Brieuc à Pontivy entre les gares de Saint-Brieuc et de Plaintel.

## Histoire
La section de Saint-Brieuc à Quintin de la Ligne de Saint-Brieuc à Pontivy est mise en service le 20 novembre 1871 par la Compagnie des chemins de fer de l'Ouest. La compagnie ouvre une halte à côté du passage à niveau n° 8 en 1873.
En 1875, c'est une halte qui dispose d'une receveuse madame Boulbain.
La Section de Saint-Brieuc à Loudéac est fermée au trafic voyageurs le 2 octobre 2006. La ligne est fermée au trafic voyageur en 2012 et à tout trafic en 2017.

## Service de bus

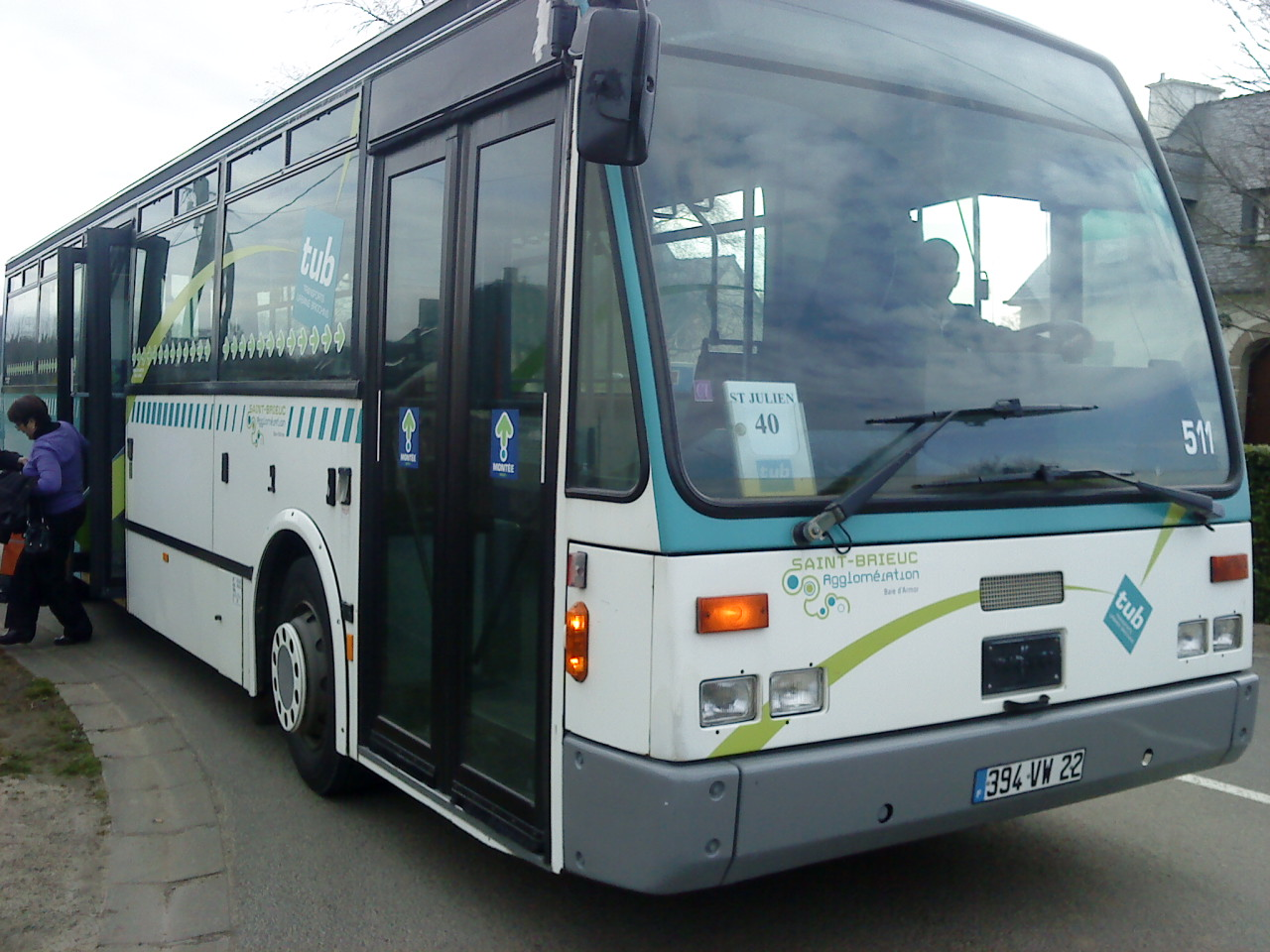
Un bus TUB.

Le site de la gare est desservi par la ligne 5 du réseau de car BreizhGo ainsi que la ligne 50 du réseau de bus TUB.